# 音樂派對
《音樂派對》，是台灣信吉衛星電視台節目部製作的歌唱談話節目，主要以現場伴奏即興演出的方式表演。播出時間為每周四16:00~18:00。信吉衛星電視台播出。

## 節目內容
節目以鍵盤手現場伴奏即興演出的表演方式進行,歌曲風格多元。

## 外部連結
- 音樂派對節目連結 （页面存档备份，存于）
- 信吉衛視官網 （页面存档备份，存于）
- 信吉衛視粉絲專頁 （页面存档备份，存于）
- 信吉衛視youtube頻道